# Bataille de Baker's farm
Rébellion des Patriotes
Batailles
Saint-Denis – Saint-Charles – Saint-Eustache – Beauharnois – Baker's farm – Lacolle – Odelltown
La bataille de Baker's Farm eut lieu au Canada en novembre 1838 lors de la Rébellion des Patriotes. Troisième victoire militaire des Patriotes, après celles de Beauharnois et de Lacolle (première) en 1838.

## Prélude

Drapeau Patriote

En février 1838, une Déclaration d'indépendance du Bas-Canada est lue, mais cette première tentative échoue à cause du désir des États-Unis de rester neutres dans ce conflit et donc d'empêcher le départ d'une invasion du Bas-Canada à partir de leur territoire. Les Patriotes tenteront de nouveau leur chance en novembre en tentant de prendre le contrôle les principales villes le long de la frontière au nom de la République du Bas-Canada. De nombreuses batailles et escarmouches eurent lieu au début du mois de novembre et, un peu partout, ça tournait à l'avantage des troupes britanniques.
Un détachement britannique de 800 hommes commandé par les colonels Carmichael et Phillpots prit la route de Beauharnois occuper par les Patriotes. Alertés par des sentinelles, les patriotes en poste au camp Baker de Sainte-Martine, sous le commandement du docteur Perrigo, firent demander des renforts à Beauharnois pour faire face aux troupes britanniques en approche. À Beauharnois, François-Xavier Prieur et François-Marie-Thomas De Lorimier prirent la tête de 200 Patriotes en direction de Sainte-Martine, où ils arrivèrent vers 18 heures.

## La bataille
Le 9 novembre au matin on pouvait apercevoir depuis le camp Baker 800 hommes en habit rouge avançant sur la route principale avec confiance. La tension était palpable dans les rangs des Patriotes, chez qui la nouvelle de l'arrivée des soldats avait provoqué des trépignements de joie. Soudain, lorsque les colonnes anglaises se furent assez rapprochées, un des officiers Patriotes cria "en avant" et 500 hommes s'élancèrent à travers les champs droit sur les Britanniques. Tout en chargeant, les Patriotes tirèrent une première salve qui, tirée de trop loin, ne toucha personne. Les soldats tirèrent eux aussi mais ils visèrent trop haut et ne touchèrent aucun Patriote. Ces derniers ouvrirent le feu à nouveau mais cette foi à bonne distance. Le tir fit des ravages dans les rangs britanniques, tuant deux hommes et en blessant de nombreux autres. Devant une attaque menée avec autant de fougue et d'ardeur, la débandade s'empara des rangs britanniques et les soldats de la reine prirent la fuite. Les Patriotes les prirent en chasse, mais le Colonel Perrigo les arrêta en évoquant une tactique pour tromper les Patriotes et au danger d'une éventuelle charge à la baïonnette. De Lorimier fit de vifs reproches à Perrigo, le traitant de lâche et de couard. Cela n'empêcha pas, néanmoins, les soldats de s'éloigner à un tel point que la poursuite devenais non envisageable.

## Suites

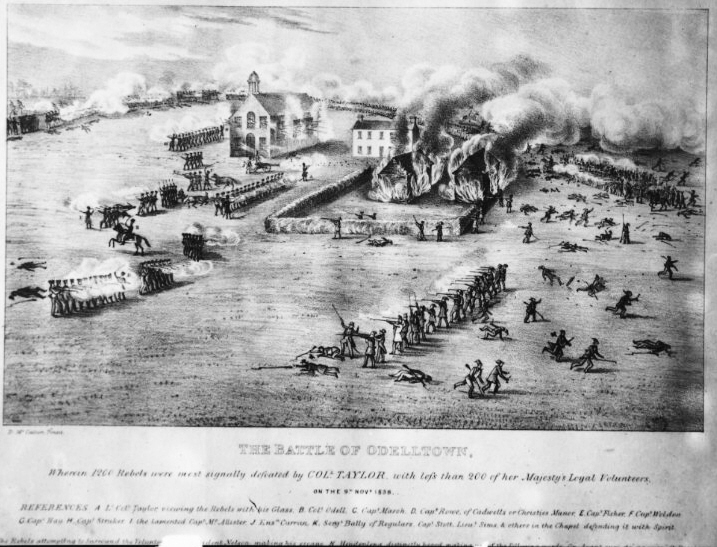
La bataille d'Odletown

La victoire patriote au camp Baker de Sainte-Martine s'avéra inutile, la nouvelle des défaites de Lacolle et d'Odletown arriva dans la soirée et un conseil fut tenu toute la nuit du 9 au 10 novembre. François-Xavier Prieur trouva 250 hommes qui voulaient encore se battre et les amena sur la route de Saint-Timothée pour faire face à une nouvelle armée, de 1 200 hommes cette fois, qui marchait en direction de Beauharnois, toujours sous contrôle patriotes. Ils se placèrent derrière un mur de pierre, armés de leurs fusils et de canons de bois cerclés de fer, les 250 hommes attendirent l'arrivée de l'armée anglaise qui ne viendra pas. La nuit étant tombée, les derniers Patriotes comprirent qu'il n'y avait plus rien à faire et se dispersèrent. Le lendemain, Carmichael entra dans Beauharnois sans résistance armée. C'était la fin du soulèvement de 1838, une semaine après avoir commencé.